# Lipogramma anabantoides
Lipogramma anabantoides är en fiskart som beskrevs av Böhlke, 1960. Lipogramma anabantoides ingår i släktet Lipogramma och familjen Grammatidae. Inga underarter finns listade i Catalogue of Life.